# آتش‌سوزی ۲۰۱۷ توماس
آتش‌سوزی ۲۰۱۷ توماس (انگلیسی: Thomas Fire) آتش‌سوزی عظیم و گسترده‌ای بود که شهرستان ونتورا، کالیفرنیا و شهرستان سانتا باربارا، کالیفرنیا در آمریکا را سوزاند و یکی از چندین آتش‌سوزی بود که در اوایل دسامبر ۲۰۱۷ از جنوب کالیفرنیا شروع شد.

## شرح حادثه
آتش‌سوزی در روز ۴ دسامبر سال ۲۰۱۷ در ساعت ۶:۲۶ صبح از شمال سانتا پائولا، کالیفرنیا، نزدیک پارک استکل و کالج توماس آکیناس شروع شد (که آتش‌سوزی بنام همین کالج یعنی توماس نامگذاری شد). در تاریخ کالیفرنیا این هفتمین آتش‌سوزی گسترده‌است.

## آخرین وضعیت
در ۳۰ دسامبر، فرماندهی حادثه به یک تیم محلی تحت رهبری کارکنان جنگل لس آنجلس منتقل شد و آتش‌سوزی توماس اکنون در حدود ۹۲٪ مهار شده‌است. در آن زمان، مقامات آتش‌نشانی تصمیم گرفتند که شعله‌های باقی مانده در محیط آتش‌سوزی توماس را مهار کنند؛ پس از آن، مهار کامل این آتش‌سوزی انتظار می‌رود تا۲۱ ژانویه ۲۰۱۸ به طول انجامد.

## تلفات و خسارات
در آتش‌سوزی توماس مساحتی نزدیک به ۲۸۱۶۲۰ هکتار (معادل ۴۴۰ میل مربع یا ۱۱۴۰ کیلومتر مربع) طعمه آتش شد، و بزرگترین آتش‌سوزی در تاریخ کالیفرنیای مدرن نام گرفت. این آتش‌سوزی حداقل ۱۰۶۳ ساختمان را ویران و به ۲۸۰ ساختمان دیگر خسارت وارد کرد، تا تاریخ ۲۲ دسامبر ۱۷۷٫۱۸ میلیون دلار هزینه مبارزه با آتش‌سوزی توماس شده‌است. این آتش‌سوزی بیش از ۱۰۴۶۰۷ نفر از ساکنین را مجبور به جابجایی کرده‌است. حرکت سریع آتش بسرعت به شهر ونتورا رسید، که در آن شب بیش از ۵۰۰ خانه ویران شد. آتش هر تعداد واحد مسکونی که در روستاهای سرزمین کوهستانی ناهموار منطقه ونتورا ، قرار داشت را ویران کرد. آتش دره اوجای را هم تهدید می‌کرد، و در روز ۱۳ دسامبر آتش کل منطقه را از جمله دریاچه کاسیتاس را محاصره کرد. آتش به جنگل ملی لس پادرس زبانه کشید و کلبه‌های حاشیه ساحل رینکون در شمال ونتورا را قبل از رسیدن به منطقه سانتا باربارا مورد تهدید قرار داد. هنگامیکه آتش نشانان روی حفظ مجتمع‌های موجود در کارپینتریا (Carpinteria) و مونتسیت (Montecit) متمرکز بودند، کوهپایه‌های ناهموار در قسمت منطقه جنوبی در آتش سوخت.

## عملیات آتش‌نشانی
در صبح ۵ دسامبر ۱۰۰۰ آتش‌نشان به مصاف آتش شتافتند بدون اینکه موفق به مهار آن شوند. یک هلیکوپتر شروع به پاشیدن آب کرد. سپس هلی‌کوپترهای زیادتری از گارد ملی وارد کار شدند. بعداً از هواپیماهای سی ۱۳۰ ارتش آمریکا نیز کمک گرفته شد. در مجموع ۸۵۰۰ آتش‌نشان درگیر مبارزه با آتش‌سوزی توماس شدند، که بیشترین بسیج آتش‌نشانی در تاریخ آتش‌سوزیهای کالیفرنیا می‌باشد.

## عوامل مؤثر در گسترش آتش‌سوزی
بادهای قوی سانتا آنا مهمترین عامل گسترش آتش بود. بر طبق سرویس هواشناسی ملی، خیلی از اهالی جنوبی کالیفرنیا گفتند که «قوی‌ترین و طولانی‌ترین باد سانتا آنا که ما تا به حال در این فصل دیده‌ایم» را تجربه کردیم. باد هوا را خشک کرد و موجب پایین آمدن شدید رطوبت هوا شد. اکثر مناطق جنوب کالیفرنیا خشک‌ترین هوا در دوره بین مارس تا دسامبر را بخود دید بدون اینکه هیچ بارانی پیش‌بینی شود. در ارتفاع طوفان آنچنان قوی بود که تند باد مخصوصی را تولید می‌کرد، که به طوفان آتش توصیف می‌شد. زمانهایی بود که آتش با سرعت یک هکتار در ثانیه جلو می‌رفت.